# Viaduc de Rosendale
Le viaduc de Rosendale (anglais : Rosendale Trestle) est un pont en treillis à tréteaux, anciennement ferroviaire, situé à Rosendale, hameau de l'État de New York, aux États-Unis. Il traverse le Rondout, un petit cours d'eau affluent du Hudson.